# Марджорі Моррілл
Марджорі Моррілл (англ. Marjorie Morrill; 29 березня 1908 — 27 листопада 2009) — колишня американська тенісистка.
Найвищим досягненням на турнірах Великого шлема були фінали в парному та змішаному парному розрядах.

## Фінали турнірів Великого шолома

### Парний розряд (1 поразка)
| Результат | Рік  | Турнір             | Покриття | Партнерка  | Суперниці                  | Рахунок  |
| --------- | ---- | ------------------ | -------- | ---------- | -------------------------- | -------- |
| Поразка   | 1932 | U.S. Championships | Трава    | Еліс Марбл | Гелен Джейкобс Сара Палфрі | 6–8, 1–6 |

### Мікст (1 поразка)
| Результат | Рік  | Турнір             | Покриття | Партнерка   | Суперниці                 | Рахунок  |
| --------- | ---- | ------------------ | -------- | ----------- | ------------------------- | -------- |
| Поразка   | 1930 | U.S. Championships | Трава    | Френк Шилдс | Едіт Кросс Вілмер Еллісон | 4–6, 4–6 |